# Ocotea hueckii
Ocotea hueckii là loài thực vật có hoa trong họ Nguyệt quế. Loài này được Bernardi miêu tả khoa học đầu tiên năm 1962.